# S/2017 J 8
S/2017 J 8 är en av Jupiters månar. Den upptäcktes år 2017 av Scott S. Sheppard. S/2017 J 8 är cirka 1 kilometer i diameter och roterar kring Jupiter på ett avstånd av cirka 23 232 700 kilometer.
S/2017 J 8 har ännu inte fått något officiellt namn.